# Джин Пітерс
Елізабет Джин Пітерс (англ. Jean Peters; 15 жовтня 1926 — 13 жовтня 2000) — американська акторка.

## Життєпис
Елізабет Джин Пітерс народилася в містечку Кантон в штаті Огайо 15 жовтня 1926 року. Дитинство провела в Кантоні, де закінчила Вищу школу, а потім навчалася в Мічиганському університеті і Університеті штату Огайо. Восени 1945 року, ще студенткою університету, Пітерс стала переможницею конкурсу «Міс Огайо». Головним призом стали проби на голлівудській студії «20th Century Fox», куди її супроводжував фотограф Пол Робінсон, який її підтримував на конкурсі. Після вдалих проб і знову ж за допомогою Робінсона, Пітерс уклала з «20th Century Fox» контракт на знімання в кіно.
Її кінодебют відбувся 1947 року в картині «Капітан з Кастилії» з Тайроном Павером, де Пітерс на головній ролі замінила акторку Лінду Дарнелл, яку перекинули на знімання у фільм «Амбер назавжди». Фільм став визначним хітом і це сприяло подальшому становленню кінокар'єри Пітерс.
1953 року режисер Семюел Фуллер запросив Пітерс на роль Кенді у свій фільм «Пригода на Саут-стріт», відмовивши при цьому в головній ролі таким голлівудським зіркам як Мерилін Монро, Ава Гарднер і Шеллі Вінтерс, вважаючи їх, на відміну від Джин Пітерс, надто гламурними. Того ж року Пітерс знялася разом з Монро в барвистому фільмі-нуар «Ніагара». Її кар'єра в кіно продовжилася ще кілька років, протягом яких акторка знялася у фільмах «Проєкт убивства» (1953), «Три монети у фонтані» (1954), «Апач» (1954), «Зламаний спис» (1954) і «Людина на ім'я Пітер»(1955).
1957 року, після розлучення з першим чоловіком, нафтовиком Стюартом Крамером, Пітерс пошлюбила відомого і ексцентричного підприємця-мільйонера Говарда Г'юза, незадовго до того, як він випав з поля зору громадськості і став відлюдником. Після кількох років щасливого життя Пітерс і Г'юз роз'їхалися, а 1971 року офіційно оформили розлучення. Джин Пітерс погодилася на довічні аліменти в розмірі 70 000 доларів на рік з поправкою на інфляцію, при цьому відмовившись від усіх претензій на майно колишнього чоловіка. Того ж року акторка подружилася з продюсером студії «20th Century Fox» Стенлі Гафом, з яким була в шлюбі до його смерті 1990 року.
Останні акторські появи Пітерс були на телебаченні, де в 1970—1980 роках вона знялася в кількох серіалах і телефільмах.
Джин Пітерс померла від лейкемії 13 жовтня 2000 року в каліфорнійському місті Карлсбад, за два дні до свого 74-го дня народження.

## Вибрана фільмографія
- 1947 — Капітан із Кастилії
- 1948 — Глибокі води[en]
- 1949 — Це трапляється кожної весни[en]
- 1951 — Молодшим себе і не відчуєш[en]
- 1951 — Анна - королева піратів[en]
- 1952 — Віва Сапата!
- 1952 — Принадна дикість[en]
- 1952 — Фул-хаус О'Генрі
- 1953 — Ніагара[en]
- 1953 — Пригода на Саут-стріт
- 1953 — Віккі[ru]
- 1953 — Проєкт убивства
- 1954 — Три монети у фонтані
- 1954 — Апач
- 1954 — Зламаний спис
- 1955 — Людина на ім'я Пітер
- 1981 — Пітер і Пол[en] (ТБ)
- 1988 — Вона написала вбивство (ТБ, в одному епізоді)